# Domenico Corri
Domenico Corri (* 4. Oktober 1746 in Rom; † 22. Mai 1825 in London) war ein italienischer Komponist, Impresario, Musikverleger und Gesangslehrer.

## Leben
Seine musikalische Ausbildung, vor allem im Gesang, erhielt er von Nicola Antonio Porpora in Neapel. 1781 übersiedelte er nach Schottland, wo er besonders in Edinburgh große Erfolge als Sänger und Gesangslehrer erzielte. Er hatte bald die Organisation im Theatre Royal in Edinburgh inne und organisierte Konzerte für die künstlerische Elite in Edinburgh. Dennoch blieben seine Versuche, im Operngeschäft Fuß zu fassen, vergebens.
1770, nach der Uraufführung seiner Oper La Raminga Fedele, lernte er in Rom Edward Burney kennen; er verhalf ihm, in Britannien Fuß zu fassen. Um 1790 zog er nach London und begann, Vokalkompositionen in Soho zu veröffentlichen. Zusammen mit seinem Sohn John Corri und dem Musiker James Sutherland eröffnete er einen Musikverlag, mit Niederlassungen in London und Edinburgh. Als Sutherland jedoch 1790 starb, wurde der Musikverlag geschlossen. 1794 ließ er ihn zusammen mit seinem Schwiegersohn Johann Ladislaus Dussek wieder für kurze Zeit aufleben. Jedoch ging der Verlag wiederum nach kurzer Zeit bankrott; Dussek, dessen Frau Sophia Dussek kurz zuvor noch deren gemeinsame Tochter Olivia Francisca geboren hatte, verließ London Richtung Hamburg und Domenico geriet in Haft.
Nach seiner Haftentlassung war Corri außerdem noch Manager der Vauxhall Gardens in London; 1806 schrieb er seine erfolgreichste Oper The Travellers: Von 1820 an verschlimmerte sich sein Zustand unaufhaltsam bis zu seinem Tod.
Von besonderer Bedeutung ist auch sein Versuch einer neuen Lösung zum Musikarrangement, das er besonders in seinem Werk A select Collection of the most admired songs, duetts etc. behandelt.
Vier seiner Kinder schlugen später ebenfalls die musikalische Laufbahn ein: Sophia Giustina Corri (1775 geboren), später verehelichte Dussek und in zweiter Ehe Moralt, Philip Anthony Corri (um 1784–1832), Montague Corri (um 1784–1749) und Haydn Corri (1785–1860).

## Veröffentlichungen
- Eine komplette musikalische Grammatik, 1787.
- Musikalisches Wörterbuch, 1798.
- The Art of Fingering, 1799.
- The Singer’s Preceptor, or Corri’s Treatise on Vocal Music. London: Chappell, 1810 oder 1811.
- A select Collection of the most admired songs, duetts etc.

## Werke
- La Raminga Fedele, 1770
- Alessandro nell’Indie, 1774
- La Betulia liberata, 1774
- The Cabinet, (London 1802)
- The Travellers, or Music’s Fascination, Theatre Royal Drury Lane, January 22, 1806